# Money in the Bank 2012
Money in the Bank 2012 was een professioneel worstel-pay-per-viewevenement dat geproduceerd werd door de WWE. Dit evenement was de derde editie van Money in the Bank en vond plaats in de US Airways Center in Phoenix (Arizona) op 15 juli 2012.

## Matchen
| Nr.                                                                          | Match | Winnaar(s)                     |
| ---------------------------------------------------------------------------- | --- | ------------------------------ |
| -                                                                            | Kofi Kingston & R-Truth (c) vs. Hunico & Camacho in een tag team match voor het Tag Team Championship | Kofi Kingston & R-Truth (c)    |
| 1                                                                            | Christian vs. Tensai vs. Santino Marella vs. Damien Sandow vs. Tyson Kidd vs. Cody Rhodes vs. Dolph Ziggler vs. Sin Cara in een Money in the Bank ladder match voor een World Heavyweight Championship contract | Dolph Ziggler                  |
| 2                                                                            | Sheamus (c) vs. Alberto Del Rio in een een-op-een match voor het World Heavyweight Championship | Sheamus (c)                    |
| 3                                                                            | Primo en Epico vs. Prime Time Players in een tag team match | Primo en Epico                 |
| 4                                                                            | CM Punk (c) vs. Daniel Bryan in een No Disqualification match voor een WWE Championship match met AJ als special guest referee                                                                                  | CM Punk (c)                    |
| 5                                                                            | Ryback vs. Curt Hawkins & Tyler Reks in een tag team handicap match | Ryback                         |
| 6                                                                            | Layla & Kaitlyn en Tamina Snuka vs. Beth Phoenix, Natalya en Eve in een six divas tag team match | Layla, Kaitlyn en Tamina Snuka |
| 7                                                                            | John Cena vs. Big Show vs. Kane vs. Chris Jericho vs.The Miz in een WWE Championship Money in the Bank ladder match                                                                                             | John Cena                      |
| (c) huidige kampioen voor en na de match \| (nc) nieuwe kampioen na de match | |                                |